# Francesco De Zulian
Francesco De Zulian, även Dezulian, född 29 augusti 1908 i Predazzo, död där 27 december 1979, var en italiensk vinteridrottare. Han deltog i olympiska spelen 1932 i Lake Placid på längdskidåkning 50 kilometer, men bröt loppet.